# Гурьевка (река)
Гу́рьевка (нем. Mühlenfließ — Мюленфлис — Мельничная река) — река в Калининградской области России, правый приток Преголи. Длина реки 27 км. Площадь водосборного бассейна — 85,2 км². Её русло идёт по дуге вокруг города Калининграда.

## География
Река Гурьевка начинается около пруда Дивного (нем. Damm-Teich). Далее втекает в пруд Чистый, из которого течёт в главную реку Калининградской области — Преголю, впадает в неё справа на расстоянии 18 км от её устья. Короткий отрезок после пруда Чистого на старых картах называется Мюллен. Ширина русла реки в верховьях до 2 м, в нижнем течении составляет 5—6 м.

## Гидрография
Относится к категории малых рек. Площадь водосбора составляет 85,2 км². Высота берегов не превышает 1-1,5 м. Пойма реки низкая, местами заболоченная, шириной 20-25 м. Преобладающая глубина воды в русле в период межени составляет 0,2-0,4 м, высота наивысшего весеннего уровня над меженным — 1,0 м. Уклон реки — от 1,36 в верховье до 0,98 м/км в устье. Около 60 % площади бассейна занимают сельскохозяйственные угодья, из которых половина приходится на пашню. Из-за избыточного переувлажнения почв большая их часть дренирована.

## Притоки
Левый приток Большой Морян, многочисленные ручьи.

## Хозяйственная деятельность в бассейне реки
В прошлом на реке было четыре мельницы: в Трутенау (Медведевка), в Штандау (урочище Свиридово), в Нойхаузене (Гурьевск) и в Ляуте (Исаково). В настоящее время действуют вновь построенные и восстановленные сооружения прудов Верхне-Гурьевского, Гурьевского и Чистого. Их объём — 100 тыс. м³. Эти пруды использовались до недавнего времени для орошения пастбищ и овощных культур. Ресурсы пруда Чистого также использовались для запитки рыбоводного хозяйства и работы малой гидроэлектростанции.
Особенностью хозяйственного использования реки является расположение в её бассейне нескольких крупных населённых пунктов с общей численностью населения более 15 тысяч человек, а также большого промышленного предприятия — птицефабрики производительностью 10 тысяч тонн готовой продукции в год. В устьевой части реки находится учебно-опытное рыбоводное хозяйство Калининградского государственного технического университета.

## Гидротехнические сооружения
На реке Гурьевка находится Заозёрная ГЭС введённая в строй в 1994 году мощностью 0,04 МВт.

## Населённые пункты на реке
Посёлок Орловка, город Гурьевск, посёлок Большое Исаково, посёлок Васильково, посёлок Калиновка.

## Картографические материалы
- Калининградская область. Общегеографическая карта. 1:200 000. Федеральная служба геодезии и картографии, Москва 1995.